# زاك لوتز
زاك لوتز (بالإنجليزية: Zach Lutz)‏ هو لاعب كرة قاعدة أمريكي، ولد في 3 يونيو 1986 في ريدينغ في الولايات المتحدة.

## وصلات خارجية
- زاك لوتز على موقع دوري كرة القاعدة الرئيسي (الإنجليزية)
- زاك لوتز على موقع الدوري الياباني لكرة القاعدة (الإنجليزية)
- زاك لوتز على موقع دوري كوريا الجنوبية لكرة القاعدة (الإنجليزية)
- زاك لوتز على موقعبيزبول رفرنس.كوم (الدوري الرئيسي) (الإنجليزية)
- زاك لوتز على موقعبيزبول رفرنس.كوم (الدوري الثانوي) (الإنجليزية)
- زاك لوتز على موقع إي إس بي إن.كوم (أم.أل.بي) (الإنجليزية)
- زاك لوتز على موقع مشجعي الرسوم البيانية (الإنجليزية)